# Qatiq
Il qatiq, o katyk, è un prodotto a base di latte acido fermentato diffuso nelle cucine turche. Viene preparato facendo bollire del latte e poi lasciandolo acidificare naturalmente. Viene tipicamente usato come aperitivo oppure per guarnire le zuppe e gli stufati.
Questo prodotto è diffuso nella cucina dell'Asia centrale, in quella russa (soprattutto nella regione del Volga) e in quella tartara, che vede l'aggiunta di ciliegie e barbabietole rosse. Se filtrato, il qatiq dà origine alla suzma.
In Bulgaria il qatiq viene preparato versando del latte in una botte e lasciandolo bollire, dopodiché viene aggiunto del sale e la botte viene chiusa. Il prodotto finale acquisisce una consistenza viscosa. Esso viene preparato nei primi mesi autunnali e consumato durante l'inverno.